# شردینگ

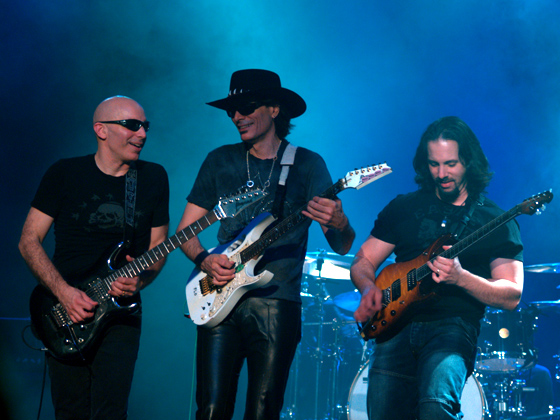
جو ستریانی، استیو وای و جان پتروچی در تور G3 در دسامبر ۲۰۰۶

شردینگ یا گیتار شرد (Shred guitar) یک سبک نوازندگی گیتار الکتریک است.
گیتار شرد شامل پیکینگ سریع آلترناتیو، سویپ پیکینگ، گام‌های مینور دیمینیش و هارمونیک، تپینگ و وَمی بار می‌شود. گیتاریست‌ها که اغلب در سبک هوی متال گنجانده شده‌اند، از یک آمپلی‌فایر گیتار و مجموعه‌ای از افکت‌ها مانند دیستورشن استفاده می‌کنند. این کار باعث ایجاد تُن گیتار پایدار می‌شود و می‌تواند فیدبک گیتار را تسهیل کند.